# Andrew Gary Kaplan
Andrew Gary Kaplan (nacido el 18 de mayo de 1941 en Brooklyn, Nueva York) es un autor estadounidense, conocido por su thriller de espías. 

## Vida
Después de la universidad, Kaplan sirvió en el ejército de Estados Unidos. Luego trabajó como periodista y corresponsal de guerra en Europa, África y América del Sur. Durante la Guerra de los Seis Días en 1967 sirvió en el ejército israelí como analista en inteligencia militar. [1] [2] [3]
En 1970, Kaplan se graduó de la Universidad de Tel Aviv. Obtuvo un MBA de la Universidad Estatal de Oregón. Luego trabajó como consultor para Ford. [2]
En 1980, Kaplan publicó nueve superventas que se han traducido a 22 idiomas. Es conocido por su serie de suspenso "Escorpio". También trabajó como guionista, incluso para James Bond 007 - GoldenEye.
En 2019, Andrew Kaplan se convirtió en el primer cliente (y por lo tanto conejillo de indias) de la puesta en marcha HereAfter de James Vlahos y Sonia Talati. HereAfter desarrolla chatbots que permiten dialogar con los fallecidos. Para ello, se crea un archivo de audio de las personas afectadas durante su vida, que luego el bot utiliza como base para sus respuestas con la ayuda de inteligencia artificial.